# Jonas Ljung

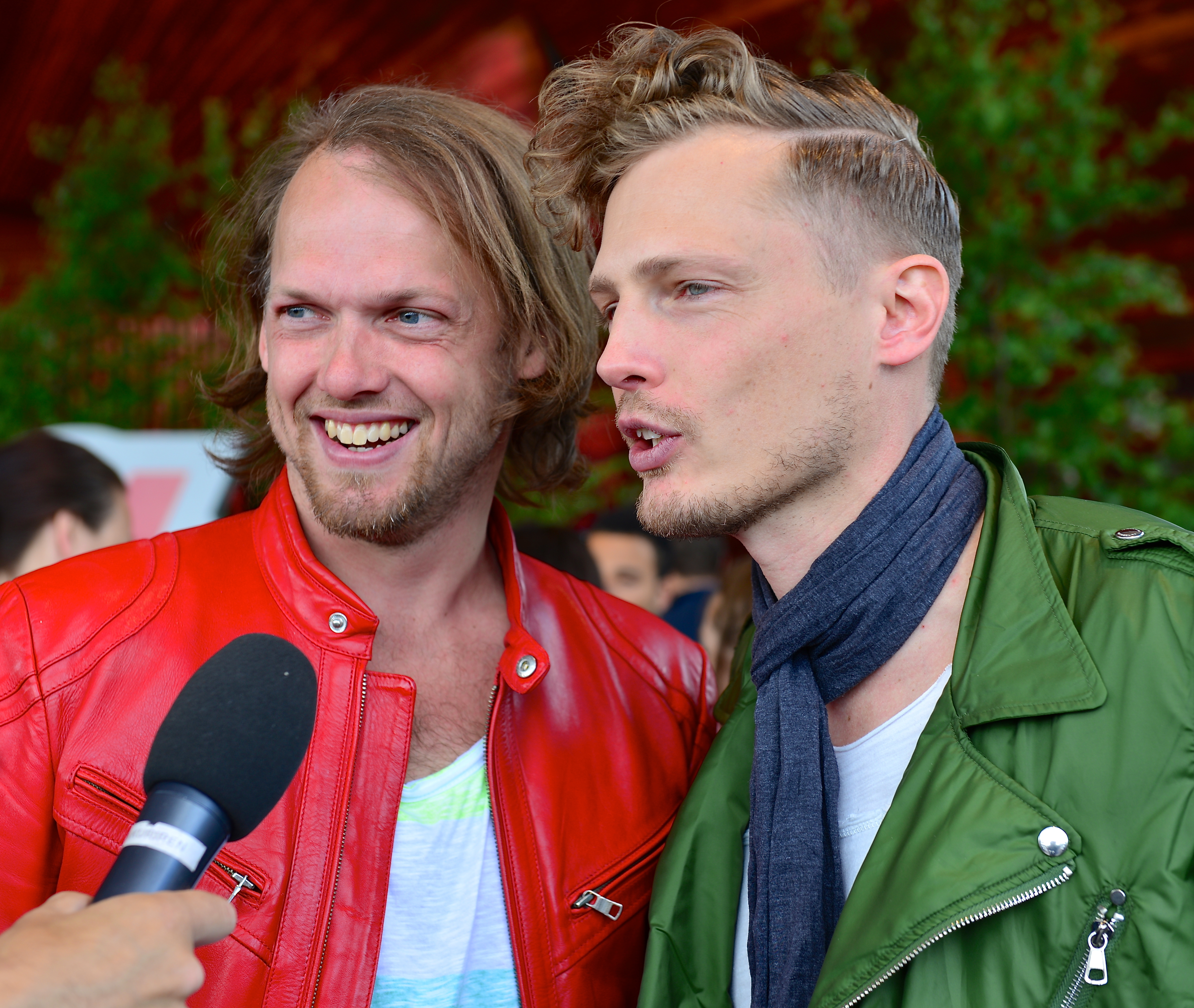
Brynolf & Ljung (Peter Brynolf och Jonas Ljung) inför Allsång på Skansen 2013.

Jonas Dan Ingvar Ljung, född 9 februari 1976 i Kortedala församling i Göteborg, är en svensk trollkarl och ståuppkomiker.
Han är uppvuxen i Kortedala och därefter Vasastaden i Göteborg.
Ljung är känd som ena halvan av trollkarlsduon Brynolf & Ljung som fick sitt internationella genombrott i tv-programmet Britain's Got Talent inför 11 miljoner tittare.